# Chambon-le-Château
Chambon-le-Château is een plaats en voormalige gemeente in het Franse departement Lozère in de regio Occitanie en telt 312 inwoners (2004). De plaats maakt deel uit van het arrondissement Mende.

## Geschiedenis
Chambon-le-Château is op 1 januari 2019 gefuseerd met de gemeente Saint-Symphorien tot de gemeente Bel-Air-Val-d'Ance. 

## Geografie
De oppervlakte van Chambon-le-Château bedraagt 8,2 km², de bevolkingsdichtheid is 38,0 inwoners per km².
De onderstaande kaart toont de ligging van Chambon-le-Château met de belangrijkste infrastructuur en aangrenzende gemeenten.

## Demografie
Onderstaande figuur toont het verloop van het inwonertal.